# Cantone di Vendôme
Il Cantone di Vendôme è una divisione amministrativa dell'Arrondissement di Vendôme.
È stato costituito a seguito della riforma approvata con decreto del 21 febbraio 2014, che ha avuto attuazione dopo le elezioni dipartimentali del 2015.

## Composizione
Comprende gli 8 comuni di:
- Areines
- Azé
- Mazangé
- Meslay
- Sainte-Anne
- Saint-Ouen
- Vendôme
- Villiers-sur-Loir